# Palau nos Jogos Olímpicos de Verão de 2000
Palau participou dos Jogos Olímpicos de Verão de 2000, realizados na cidade de Sydney, na Austrália. Foi a primeira aparição do país em Jogos Olímpicos.

## Desempenho

### Atletismo
Masculino
| Atleta            | Evento | Primeira fase | Primeira fase | Semifinal   | Semifinal   | Final       | Final       |
| Atleta            | Evento | Tempo         | Posição       | Tempo       | Posição     | Tempo       | Posição     |
| ----------------- | ------ | ------------- | ------------- | ----------- | ----------- | ----------- | ----------- |
| Christopher Adolf | 100 m  | 11.01         | 8º (bat. 4)   | Não avançou | Não avançou | Não avançou | Não avançou |

Feminino
| Atleta         | Evento | Primeira fase | Primeira fase | Semifinal   | Semifinal   | Final       | Final       |
| Atleta         | Evento | Tempo         | Posição       | Tempo       | Posição     | Tempo       | Posição     |
| -------------- | ------ | ------------- | ------------- | ----------- | ----------- | ----------- | ----------- |
| Peoria Koshiba | 100 m  | 12.66         | 7º (bat. 2)   | Não avançou | Não avançou | Não avançou | Não avançou |

### Halterofilismo
Feminino
| Atleta          | Evento | Arranque (kg) | Arremesso (kg) | Total (kg) | Posição |
| --------------- | ------ | ------------- | -------------- | ---------- | ------- |
| Kendrick Farris | -69kg  | 70,0          | 90,0           | 160,0      | 14º     |

### Natação
Masculino
| Atleta         | Evento     | Primeira fase | Primeira fase | Semifinal   | Semifinal   | Final       | Final       |
| Atleta         | Evento     | Tempo         | Posição       | Tempo       | Posição     | Tempo       | Posição     |
| -------------- | ---------- | ------------- | ------------- | ----------- | ----------- | ----------- | ----------- |
| Anlloyd Samuel | 50 m livre | 27.24         | 71º           | Não avançou | Não avançou | Não avançou | Não avançou |

Feminino
| Atleta       | Evento     | Primeira fase | Primeira fase | Semifinal   | Semifinal   | Final       | Final       |
| Atleta       | Evento     | Tempo         | Posição       | Tempo       | Posição     | Tempo       | Posição     |
| ------------ | ---------- | ------------- | ------------- | ----------- | ----------- | ----------- | ----------- |
| Nicole Hayes | 50 m livre | 1:00.89       | 47º           | Não avançou | Não avançou | Não avançou | Não avançou |

Legenda
| Recorde mundial      | Recorde mundial (World record)               |                       | Recorde africano                      | Recorde africano (African) |                                           | Q | Classificado por posição (Qualified) |
| Recorde olímpico     | Recorde olímpico (Olympic record)            | Recorde da América    | Recorde da América (Americas)         | q                          | Classificado por melhor tempo (Qualified) |   |                                      |
| Melhor marca do ano  | Melhor marca do ano (World leading)          | Recorde asiático      | Recorde asiático (Asian)              | DNS                        | Não largou (Did not start)                |   |                                      |
| Recorde nacional     | Recorde nacional (National record)           | Recorde europeu       | Recorde europeu (European)            | DNF                        | Não terminou (Did not finish)             |   |                                      |
| Recorde pessoal      | Recorde pessoal do atleta (Personal best)    | Recorde da Oceania    | Recorde da Oceania (Oceania)          | DSQ / DQ                   | Desclassificado (Disqualified)            |   |                                      |
| Recorde da temporada | Recorde da temporada do atleta (Season best) | Recorde sul-americano | Recorde sul-americano (South America) | NM                         | Sem marca (No mark)                       |   |                                      |